# Forces armées afghanes
Les forces armées afghanes constituent les différentes unités de défense de l'émirat islamique d'Afghanistan qui contrôle le pays depuis août 2021. Elles sont composées d'une branche de terre et d'une branche aérienne. Étant un pays sans accès à la mer, l'Afghanistan n'a pas de marine. 
L'armée afghane actuelle prend ses origines en 1709 lorsque la dynastie Hotaki s'établit à Kandahar, succédé ensuite par l'Empire Durrani. Les forces armées afghanes ont combattu dans de nombreuses guerres contre la dynastie des Séfévides et l'Empire marathe du XVIIIe au XIXe siècle. Elle a été réorganisée par les Britanniques, en 1880, lorsque le pays était dirigé par l'Émir Abdur Rahman Khan. Elle a été modernisée durant le règne du roi Amanullah Khan au début du XXe siècle, et amélioré pendant le règne de quarante ans du roi Mohammad Zaher Shah. De 1978 à 1992, l'armée afghano-soviétique combat des groupes moudjahidines multi-nationales financés par les États-Unis et l'Arabie saoudite et formés par les forces armées pakistanaises. Après la démission du président Mohammad Najibullah, en 1992, et la fin du soutien soviétique, l'armée est dissoute en plusieurs morceaux et contrôlé par les différentes factions, les seigneurs de guerre et les moudjahidines qui ont pris le contrôle du gouvernement. Cette époque a été suivie par la montée du régime Taliban soutenu par le Pakistan, qui a créé une force militaire sur la base de la loi islamique de la charia.
Après l'invasion américaine et l'élimination des talibans en 2001, l'armée de l'Afghanistan est reformée par l'alliance militaire de l'OTAN, principalement par les forces armées des États-Unis. Malgré ses problèmes de recrutement et de formation, elle est de plus en plus efficace dans la lutte contre l'insurrection talibane. En 2011, elle devient peu à peu capable de fonctionner indépendamment des forces américaines de l'OTAN. L'administration du président américain Barack Obama a annoncé en 2009 qu'il allait augmenter le nombre de soldats et policiers afghans à 400 000 unités actives. Il a également annoncé son intention de consacrer 1,3 milliard de dollars dans la construction de plusieurs bases militaires de l'armée afghane. Cela comprend une mise à niveau de plus de 100 millions de dollars pour la base aérienne de Bagram, la plus grande base militaire dans le pays, ainsi que d'une nouvelle base de 70 millions de dollars à Farah près de la frontière avec l'Iran. Dans un même temps, l'armée afghane a commencé à chercher à acquérir des avions de chasse et d'autres armes de pointe. Elle a bénéficié d'une aide internationale importante, mais gaspillée par la corruption. Les seuls États-Unis estimant leur aide à 83 milliards de dollars américains pour l'armée et la police entre 2001 et 2021.
Lors de l'offensive des talibans en août 2021, l'armée de la République islamique d'Afghanistan s'effondre et quitte certaines villes sans même que les talibans n'aient à ouvrir le feu. Les talibans arrivent au pouvoir après la prise de Kaboul le 15 août 2021.

## Histoire

### Moyen-Âge et époque moderne

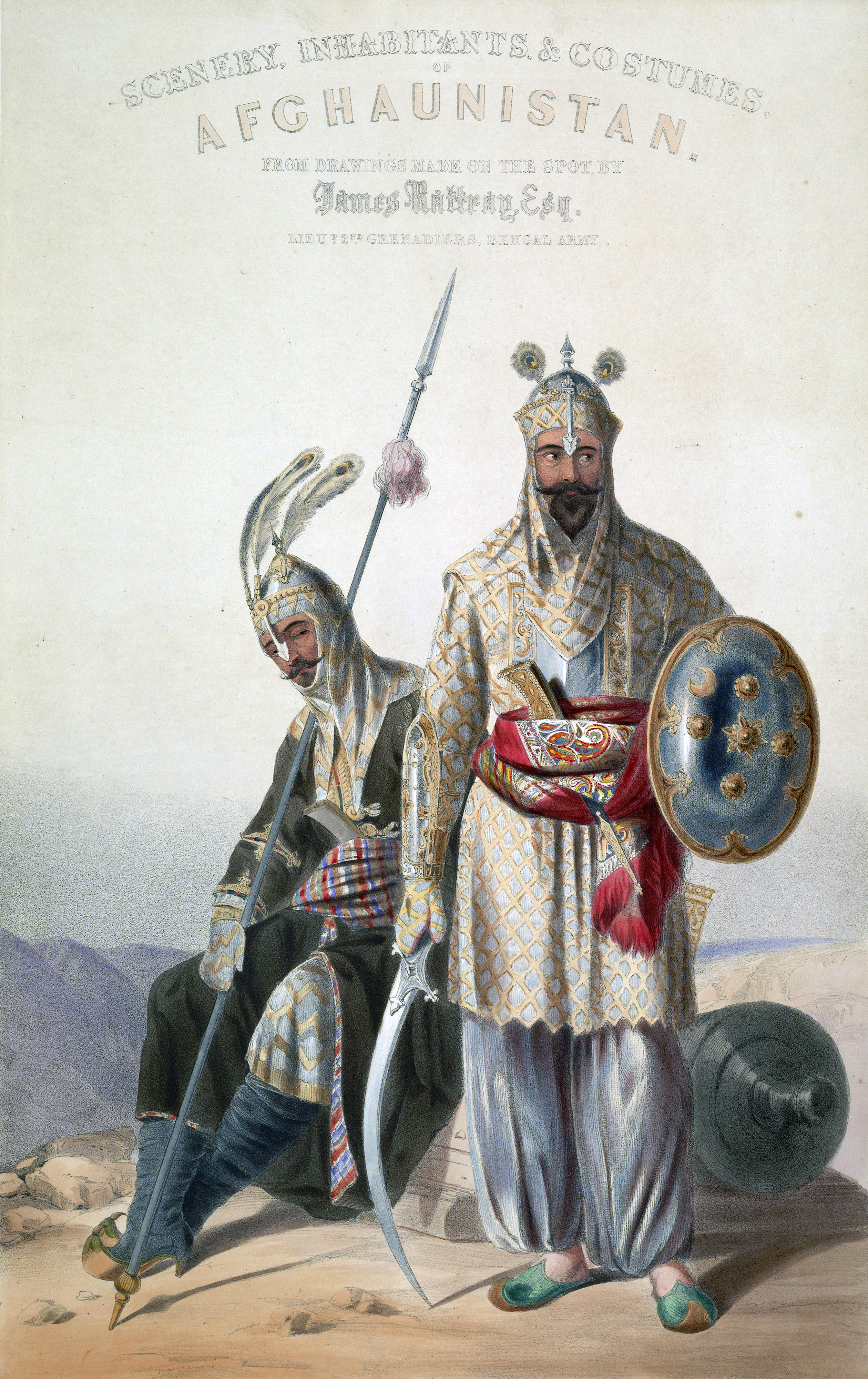
Soldats royaux afghans de l'Empire Durrani.

Les Afghans ont servi dans les forces armées des Ghaznévides (962-1187), des Ghorides (1148-1215), du sultanat de Delhi (1206-1527), de l'Empire moghol (1526-1858) et de l'armée perse. L'armée afghane actuelle tire son origine du début du XVIIIe siècle lorsque la dynastie dynastie Hotaki a pris le pouvoir à Kandahar et a vaincu l'Empire séfévide à la bataille de Gonabad en 1722.
Lorsque Ahmad Shâh Durrani forma l'Empire Durrani en 1747, son armée afghane avait combattu dans un certain nombre de conflits dans la région du Pendjab du XVIIIe au XIXe siècle. L'une des batailles les plus célèbres était celle de Panipat en 1761, dans laquelle les Afghans ont envahi et infligé une défaite décisive à l'Empire marathe hindou. Les Afghans sont alors engagés dans des guerres contre l'Empire sikh de Ranjît Singh, comme lors de la bataille de Jamrud dans lequel Hari Singh Nalwa a été tué par le prince Akbar Khan. Pendant la Première guerre anglo-afghane, l'Inde britannique envahit l'Afghanistan en 1839, mais doit se retirer en 1842. Pendant ces trois ans, un certain nombre de batailles ont eu lieu dans différentes régions de l'Afghanistan.

### Armée royale
La première armée organisée de l'Afghanistan (au sens moderne) a été créée après la Seconde guerre anglo-afghane, en 1880, lorsque le pays était gouverné par l'émir Abdur Rahman Khan,. Traditionnellement, les gouvernements afghans invoquaient trois institutions militaires : l'armée régulière, les tribus et les milices communautaires. L'armée régulière a été soutenue par l'État et commandée par les chefs de gouvernement. Les armées tribales ou régionales - des forces irrégulières - avaient des soldats à temps partiel fournis par des chefs tribaux ou régionaux. Les chefs recevaient des allègements fiscaux, des propriétés foncières, des paiements en espèces, ou d'autres privilèges en retour. La milice communautaire incluait tous les membres valides disponibles de la communauté, mobilisés pour combattre, probablement dans des circonstances exceptionnelles, pour des causes communes sous des chefs communautaires. La combinaison de ces trois institutions a créé une force redoutable dont les composantes complétaient les forces de chacun afin de minimiser leurs faiblesses,,,.
Après la fin de la troisième guerre anglo-afghane, la roi réformé Amanullah Khan ne voit pas la nécessité d'une grande armée, décidant plutôt de s'appuyer sur les qualités martiales historiques de l'Afghanistan. Cela a abouti à la négligence, des coupures, des problèmes de recrutement, et enfin une armée incapable de réprimer en 1929, ce qui lui a coûta son trône. Cependant, sous son règne, la petite armée de l'air afghane fut formée en 1924. Les forces armées afghanes ont été élargies au cours du règne du roi Mohammad Zaher Shah, atteignant une force de 70 000 hommes en 1933.

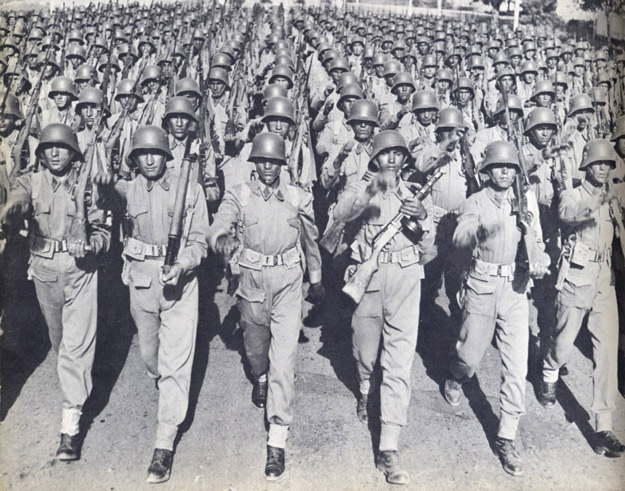
Soldats de l'armée afghane lors d'une parade dans les années 1950.

Après la Seconde Guerre mondiale, l'Afghanistan a refusé de se joindre au Pacte de Bagdad. Ce refus n'a pas empêché les États-Unis de poursuivre leur programme d'aide à bas niveau, mais leur réticence à fournir une aide militaire à l'Afghanistan, influença Daoud à se tourner vers l'Union soviétique et ses alliés afin d'obtenir une aide militaire. En 1955, elle reçut environ 25 millions de dollars de matériel militaire. En outre, le bloc soviétique a également commencé la construction des terrains d'aviation militaires de Bagram, Mazar-e-Sharif, et Shindand. Dans les années 1960, l'aide soviétique a commencé à améliorer la structure, l'armement, la formation et le commandement des militaires. L'armée a atteint un effectif de 98 000 (90 000 pour l'armée de terre et 8 000 pour l'armée de l'air) durant cette période.

### République démocratique d'Afghanistan
Après l'exil du roi Zahir Shah en 1973, le président Daoud Khan a forgé des liens plus étroits avec les Soviétiques en signant deux programmes d'aide militaire très controversés pour son pays en 1973 et 1975. Pendant trois ans, les forces armées afghanes et les policiers ont reçu des armes soviétiques de pointe, ainsi que la formation par le KGB et des commandos soviétiques. En raison de problèmes avec les partis politiques locaux de son pays, le président Daoud Khan a décidé de s'éloigner des Soviétiques en 1976. Il établit des relations avec le Grand Moyen-Orient et les États-Unis.
De 1977 à 1978, les forces armées afghanes ont assuré une formation militaire conjointe avec l'armée égyptienne. En avril 1978, un coup d'état, connu comme la Révolution Saur, est orchestré par les Soviétiques et les membres du gouvernement fidèles au Parti démocratique populaire d'Afghanistan (PDPA). Cela a conduit à une invasion soviétique à grande échelle en décembre 1979 dirigée par les forces aéroportées et la 40e armée soviétique. En 1981, l'effectif total de l'armée était d'environ 85 000 soldats, selon le New York Times. L'armée comptait environ 35 000 à 40 000 soldats, qui étaient la plupart du temps des conscrits, la force aérienne avait près de 7 000 soldats.
L'effectif total de l'armée afghane était d'environ 87 000 en 1984.
Tout au long des années 1980, l'armée afghane a été fortement impliquée dans la lutte contre les groupes multinationaux rebelles moudjahidines  qui ont été largement financés par les États-Unis et formés par les Forces armées pakistanaises. Les groupes rebelles se battent pour forcer l'Union soviétique à se retirer de l'Afghanistan ainsi que pour renverser le gouvernement pro-soviétique du président Mohammed Najibullah. En raison du grand nombre de déserteurs, les forces armées afghanes en 1985 s'est réduite à environ 47 000 hommes. L'armée de l'air avait plus de 150 avions de combat avec environ 7 000 soldats, qui étaient surveillés par environ 5.000 conseillers cubains et tchécoslovaques.
L'approvisionnement en armes a été mis à la disposition des moudjahidines à travers de nombreux pays :
- Les États-Unis ont acheté clandestinement toutes les armes soviétiques capturées par Israël, puis canalisé les armes pour les moudjahidines.
- L'Égypte améliora les armes de son armée, et envoya les anciennes aux militants.
- La Turquie vendit ses stocks de la Seconde Guerre mondiale pour les seigneurs de guerre.
- La Colombie et la Suisse ont fourni respectivement des missiles Blowpipe et canons antiaériens Oerlikon.
- La Chine qui fournit les armes les plus pertinentes, probablement en raison de sa propre expérience de la guérilla.

Après le retrait soviétique en 1989, la République démocratique d'Afghanistan a continué à faire face aux attaques des moudjahidines. Pendant plusieurs années l'armée afghane avait effectivement augmenté son efficacité et passé des niveaux jamais atteints au cours de la présence militaire soviétique. Mais en 1992, Abdul Rachid Dostom, un général de premier plan, change de camp pour les moudjahidines et aide à capturer la ville de Kaboul. En 1992, en raison de la chute de l'Union soviétique, qui a cessé d'aider l'armée nationale, celle-ci est fragmentée en milices régionales sous le contrôle de seigneurs de guerre locaux. Le pouvoir et le pays entre alors dans un état d'anarchie.

### Guerre civile des années 1990
Après la chute du régime de Najibullah en 1992, des milices privées ont été formées et la nation a commencé à assister à une guerre civile entre les différents seigneurs de guerre, dont Ahmed Chah Massoud, Gulbuddin Hekmatyar, Abdul Rashid Dostom, Abdul Ali Mazârî, Ismail Khan, et bien d'autres. Ils ont reçu le soutien logistique des puissances étrangères, y compris la Russie, le Pakistan, l'Inde, l'Iran, la Chine, la France, le Canada et les États-Unis. Lorsque les talibans s'emparèrent du pouvoir en 1996, tous les chefs de guerre fuirent Kaboul pour des pays voisins du nord. Avec le soutien et l'appui des forces armées pakistanaises, les talibans commencèrent à créer une nouvelle force militaire purement basée sur la charia.
Les talibans ont maintenu une force militaire pendant la période de contrôle. L'armée des talibans possédait plus de 400 chars T-54/55 et  T-62 et plus de 200 transporteurs personnels blindés. La force aérienne afghane sous le régime taliban a maintenu cinq MiG-21MF et 10 chasseurs-bombardiers Soukhoï Su-22. En 1995, lors de l'incident Airstan, un avion de combat des talibans captura un transport russe. Ils ont également obtenu six hélicoptères Mil Mi-8, cinq Mi-35, cinq L-39C, six An-12, 25 An-26, une douzaine de An-24/32, un Il-18, et un Yakovlev, vestiges de l'époque soviétique. Les avions sont presque tous détruits par les bombardements américains lors de la campagne d'Afghanistan en 2001.

### Sous la République islamique d'Afghanistan

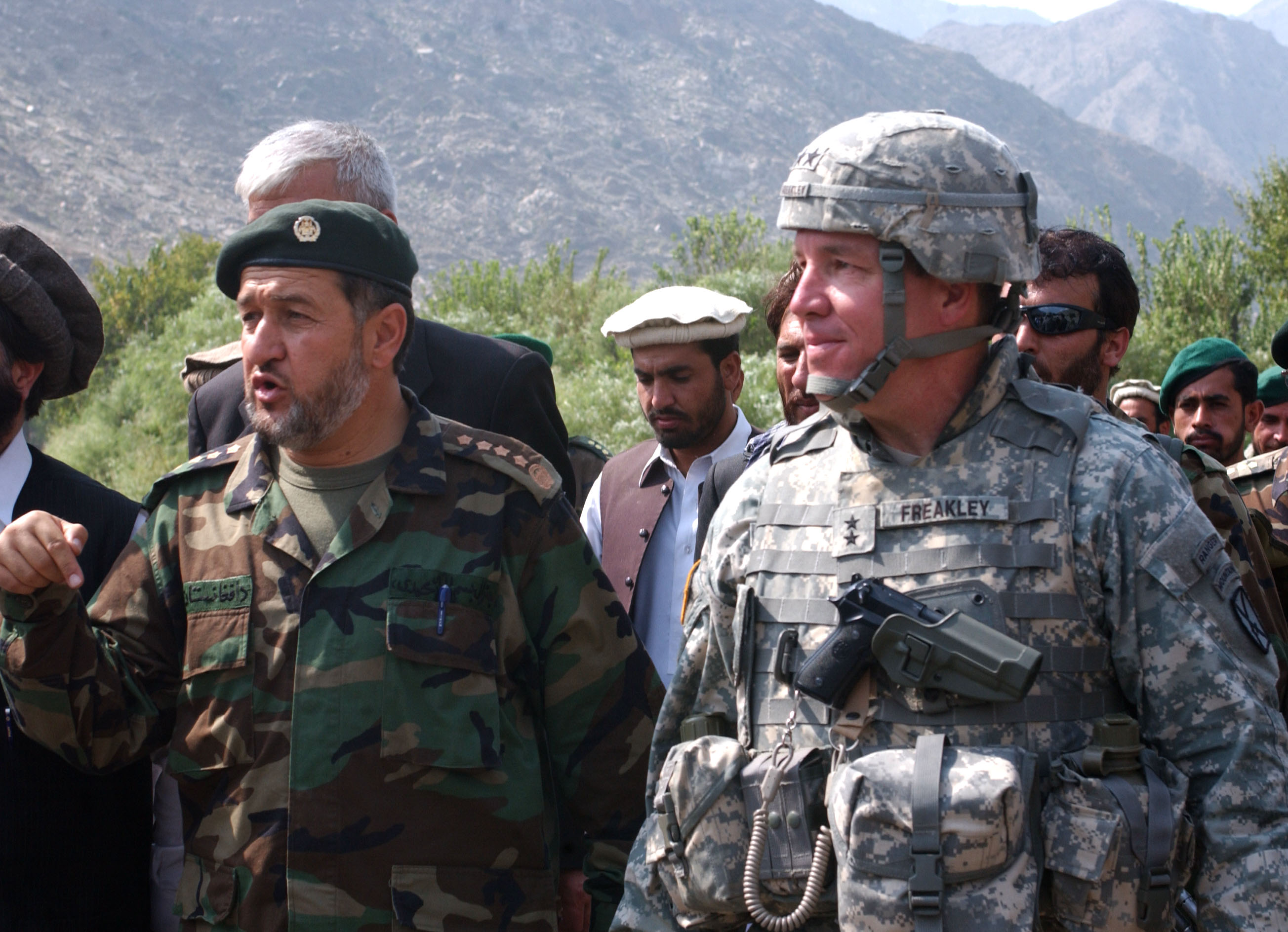
Bismillah Khan Mohammadi (gauche), actuel ministre de la Défense depuis 2012 et chef d'État-major de l'Armée nationale afghane de 2002 à 2010.

Après l'élimination des talibans par les forces américaines, fin 2001, une armée afghane unifiée multiethnique a lentement été rétablie par les États-Unis et ses alliés. Initialement, une nouvelle armée nationale afghane (ANA) a été créé, avec un corps aérien. Cette aviation légère est devenue plus tard l'armée de l'air afghane (AAF). Des commandos et forces spéciales, inclus dans la brigade des commandos de l'Armée nationale afghane, ont également été formés. La formation a été gérée initialement par le bureau américain de coopération militaire, suivi par d'autres organisations américaines, puis par la Combined Security Transition Command-Afghanistan, et enfin par la mission de formation de l'OTAN en Afghanistan.

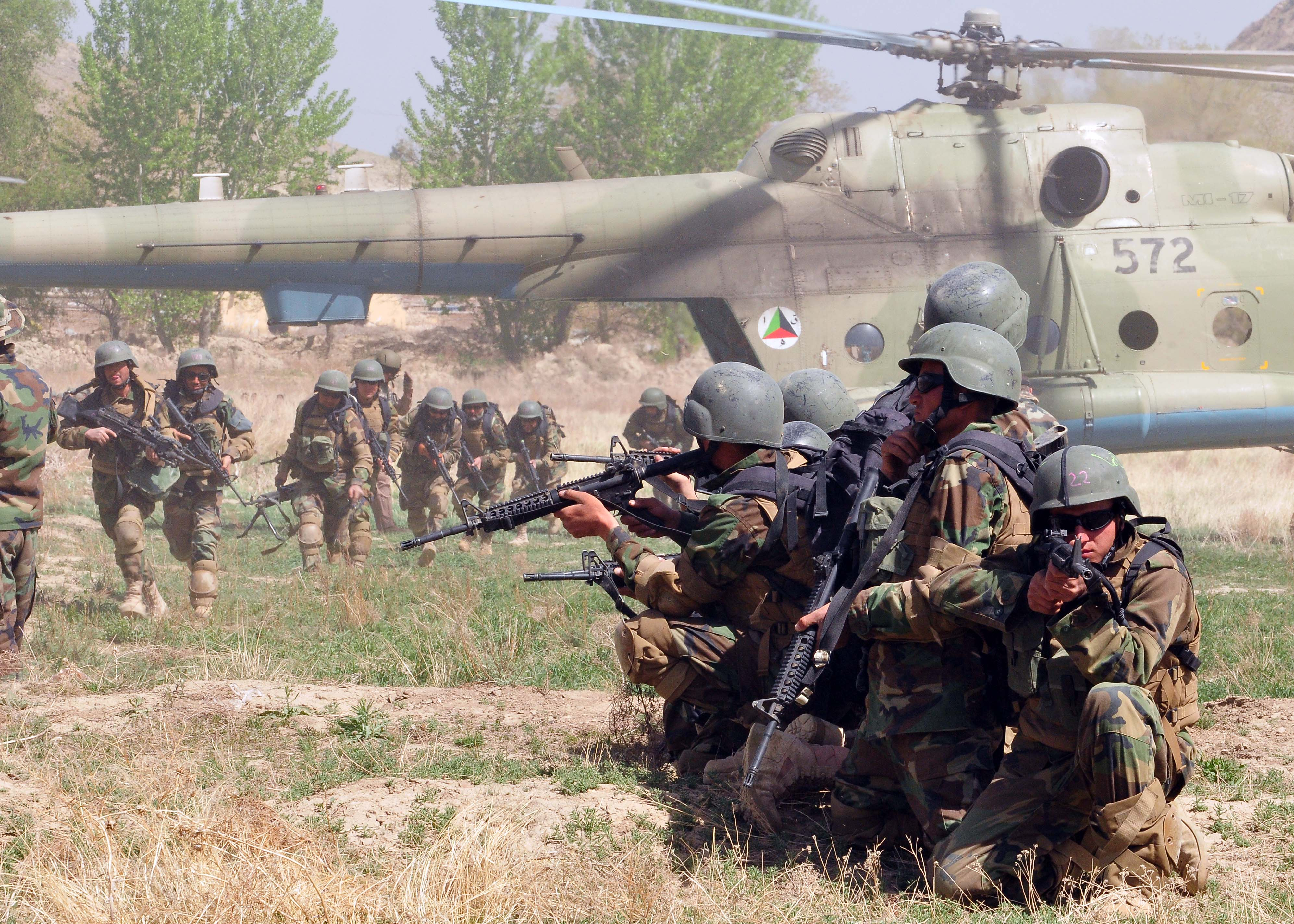
Commandos afghans du 6e bataillon commando pratiquant une technique d'infiltration à l'aide d'un hélicoptère Mi-17 du corps aérien de l'armée nationale afghane en avril 2010. Ce dernier ne deviendra indépendant qu'en décembre 2010, sous le nom de la force aérienne afghane.

L'AAF a été très puissante avant et pendant les années 1980, mais au moment de l'invasion américaine de l'Afghanistan en 2001, le nombre d'avions disponibles était minime. Les États-Unis et ses alliés ont, de plus, rapidement éliminé toute capacité aux talibans d'exploiter des aéronefs. Avec l'occupation de bases aériennes par les forces américaines, le manque de ressources qu'avait la force aérienne depuis le retrait de l'Union soviétique est rapidement apparu. La plupart des avions étaient devenus des vestiges rouillés par une décennie ou plus. Beaucoup d'autres ont été transférés vers les pays voisins à des fins de stockage ou vendus à bas prix. L'AAF a été réduite à une force très faible alors que le pays était déchiré par la guerre civile. Elle a été reconstruite et modernisée par la Combined Air Power Transition Force du Combined Security Transition Command - Afghanistan (CSTC-A) sous commandement américain.
Après que le gouvernement de Hamid Karzai ait accédé au pouvoir à la fin 2001, il y a eu des progrès significatifs vers la relance de l'armée nationale, avec deux branches officielles établies. L'ANA et l'AAF étaient ainsi placés sous le contrôle du ministère afghan de la Défense, qui forme la force militaire de base. En 2006, plus de 60 000 anciens miliciens de tout le pays ont été désarmés. Toutes les armes lourdes de Pandjchir, Balkh, Nangarhâr et d'autres lieux ont été saisis par le gouvernement afghan. En 2007, il a été signalé que les programmes de désarmement, démobilisation et réinsertion ont démantelé 274 organisations paramilitaires, réintégré plus de 62.000 miliciens dans la vie civile, et récupéré plus de 84 000 armes, dont des armes lourdes.

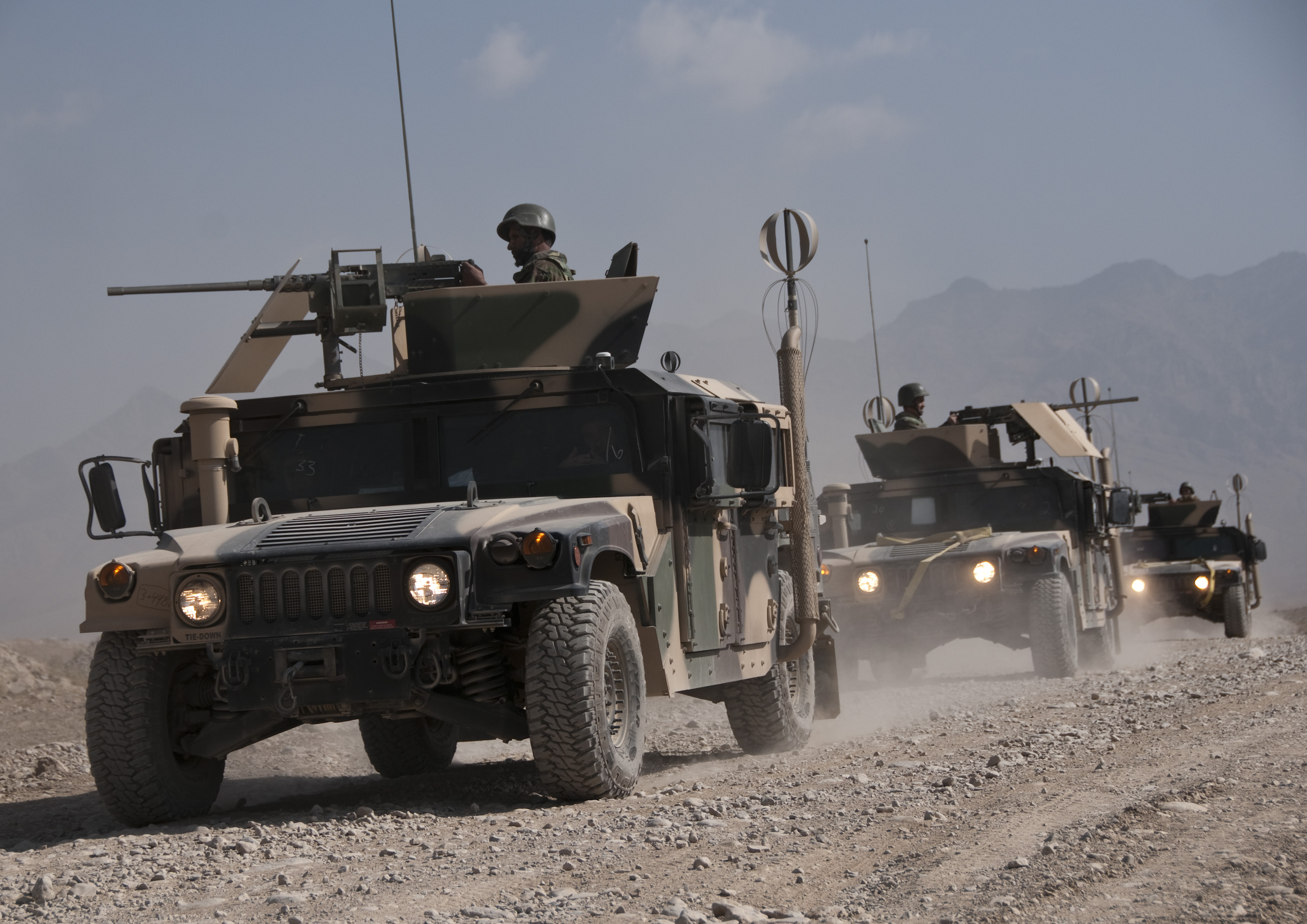
Humvee de l'Armée Nationale Afghane lors d'un exercice au Centre de formation militaire de Kaboul (KMTC) en septembre 2009.

La brigade des commandos de l'ANA est créée en 2007. La stratégie nationale du développement afghane de 2008 a expliqué que le but du DIAG (démantèlement des groupes armés illégaux) était d'interdire tous les groupes armés illégaux dans toutes les provinces du pays. Environ 2 000 de ces groupes ont été identifiés et la plupart d'entre eux se sont rendus au gouvernement afghan ou ont rejoint l'armée de la nation.
L'ANA, formée principalement par les forces armées des États-Unis, était organisée en 31 bataillons (kandaks) dont 28 étaient considérés comme prêts au combat. Sept quartiers généraux de corps régionaux existaient, mais la plupart des Kandaks opèraient sous la supervision américaine ou de l'OTAN. L'Académie militaire nationale d'Afghanistan a été construite pour fournir de futurs officiers et s'inspire de la Académie militaire de West Point. Une nouvelle Université afghane de la Défense a été construite en dehors de Kaboul pour 200 millions de dollars. De plus, un centre de commandement central a été construit à l'aéroport de Kaboul.
Le total des effectifs de l'armée afghane était d'environ 164 000 en mai 2011 et a atteint environ 200 000 en juin 2012. Il était prévu d'atteindre au moins 240 000 en 2014, et il serait alors entrepris de constituer des réserves.
En 2021, en juillet puis en août, à la suite de l’annonce du retrait des troupes américaines, les talibans ont lancé une offensive foudroyante que l’ANA a été incapable de contenir. Les prévisions les plus pessimistes de l’US army tablaient sur 1 ans, puis 6 mois de résistance de l’ANA face aux talibans, Kaboul est tombé en 10 jours sans combats.
En 2012, les forces terrestres de l'ANA représentaient 200 000 hommes. Elles disposent d'un arsenal composé principalement de matériels soviétiques datant de la première guerre d'Afghanistan. Mais, avec l'aide financières des États-Unis, l'ANA met en œuvre notamment des Humvee et M113A2 américains et d'autres camions, des fusils M16 et des gilets pare-balles.
Depuis 2007, elle a à sa disposition une brigade de commandos dont chacun de ses bataillons sont répartis à travers les différents corps de l'ANA. Les forces spéciales de l'ANA ont été établies en 2010 et sont composées de soldats issus des commandos. En juillet 2012, le Commandement des Opérations Spéciales de l'ANA (COSANA) contrôlant la Brigade des Commandos et les Forces Spéciales est créé.
Le président de la République islamique d'Afghanistan était le commandant en chef de l'armée, par l'intermédiaire du ministère de la Défense qui était dirigé par le général Bismillah Khan Mohammadi[Quand ?]. Le Centre de commandement militaire national de Kaboul fut le siège des forces armées afghanes. L'armée de l'Afghanistan comptait un effectif d'environ 200 000 soldats d'active, et devait atteindre 260 000 d'ici à 2015,,.

### Sous l'émirat islamique d'Afghanistan
Les talibans reprennent le pouvoir après la prise de Kaboul le 15 août 2021. Les talibans, jusqu'alors groupe armé, s'organisent en armée nationale à partir de novembre 2021. Deux branches distinctes apparaissent en décembre 2021 (terre et air) avec la nomination de Amanuddin Mansoor à la tête d'une branche aérienne[réf. nécessaire].

## Composantes

### Force terrestre afghane

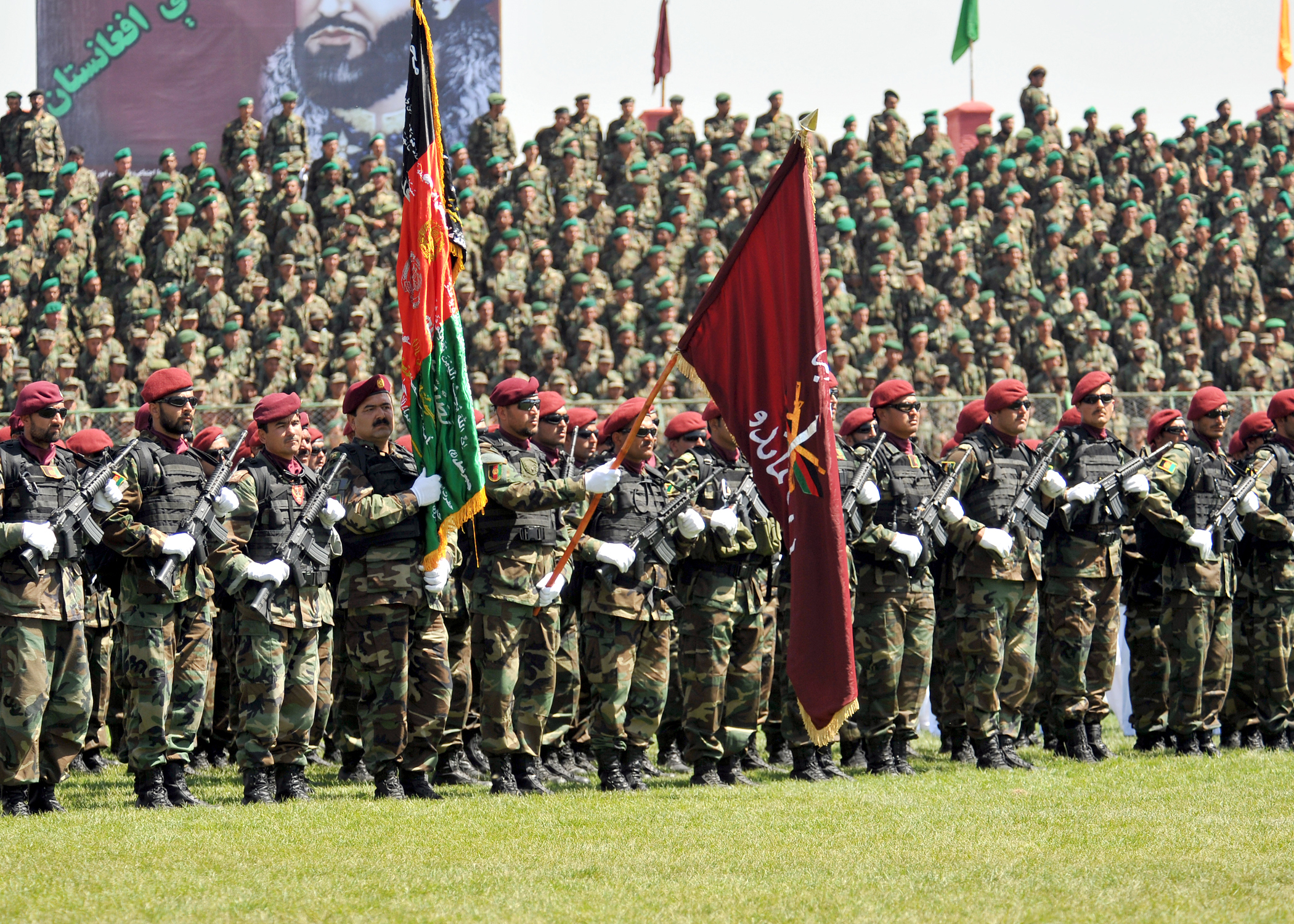
Commando de l'ANA durant une parade en 2010.

Les forces terrestres afghanes sont la principale branche des forces armées afghanes.

Le Mi-35 Hind est un aéronef qui a connu une très longue histoire en Afghanistan. Les combattants afghans surnommaient le Mi-24, le char du diable.

L'armée dispose d'unité d'élite comme le Bataillon Badri 313 (en)
| Corps                      | Quartier-général |
| -------------------------- | ---------------- |
| 313 Central Corps          | Kaboul           |
| 201 Khalid Ibn Walid Corps | Laghman          |
| 203 Mansoori Corps         | Gardez           |
| 205 Al-Badr Corps          | Kandahar         |
| 207 Al-Farooq Corps        | Herat            |
| 209 Al-Fatah Corps         | Mazar-i-Sharif   |
| 215 Azam Corps             | Helmand          |
| 217 Omari Corps            | Kondoz           |

### Force aérienne afghane
La force aérienne afghane (Pachto: دافغانستان هوائی قوا, Dari : قوای هوائی افغانستان) a été créée en 1924. Longtemps été un service aérien de petite taille, elle connait son apogée dans les années 1980, durant la première guerre d'Afghanistan grâce au soutien des Soviétiques. Avec un effectif de 7 000 hommes, 5 000 conseillers étrangers ainsi qu'un parc aérien de 240 avions de combat à voilure fixe, 150 hélicoptères, et plus de 40 avions de transport, elle provoquait l'inquiétude de ses voisins.
Après leur arrivée au pouvoir, les talibans annoncent vouloir remettre sur pieds une force aérienne afghane.